# Triskelion
Triskelion (gr. τρισκέλιον - tri noge) je simbol koji se sastoji od tri spirale koje se međusobno zatvaraju, tri savijene ljudske noge ili bilo koji drugi simbol s tri simetrična nastavka.
Triskelion je najprepoznatljiviji kao simbol na zastavama otoka Man i Sicilije.

## Galerija
- Krug Irish Air Corps-a.
- Grb Odjela za promet SAD-a.
- Zastava Ingušetije.
- BDSM simbol.
- Zastava Afrikaner Weerstandsbeweging-a.
- Grb njemačkog grada Füssena.
- Zastava otoka Man
- Korejski simbol
- Simbol 27. SS divizije